# Black Torro
Black Torro ist eine 2006 gegründete Rock-Band aus Hamburg.

## Bandgeschichte
Im Spätsommer 2006 trafen sich Niels und Jan auf der Suche nach einer neuen Herausforderung, die mehr sein sollte als ein kurzlebiges Projekt. Die ersten Songstrukturen waren schnell geschaffen und es galt im nächsten Schritt, die Band zu komplettieren. Es folgten etliche Proben mit unterschiedlichen Sängern und Bassisten, bis die Band im Jahre 2007 mit Marco Bröckel (ehemals „Absence of Malice“) und Kai Lehn (ehemals „Ayur Veda“) ihre erste feste Besetzung fand.
Mitte 2008 begannen die Arbeiten an der ersten Demo-CD im Ei-Key Studio in Hamburg. Nach dem Ende der Aufnahmen erfolgte im Dezember 2008 die Trennung von Sänger Marco. Kurz darauf fanden sie mit Mikko Vetter (ehemals Trommler bei „Aussenborder“) einen ausdrucksstarken Sänger, der die EP neu einsang.
Nach dem Release der Demo und einer Vielzahl von Konzerten unterschrieb die Band im Jahr 2009 einen Plattenvertrag bei Abandon Records, wo u. a. auch 7 Days Awake bereits Alben veröffentlicht hatten.
Anfang 2010 begannen die Arbeiten am ersten Studioalbum. Hierfür arbeitet die Band mit Florian Sommer (Tape, 4Lyn) zusammen, gemixt wurde das Album erneut von Eike Freese in den Hammer Studios in Hamburg. Während der Arbeiten am Studioalbum kam es zu einer Umbesetzung am Bass und Malte Burkert stieg bei Black Torro ein. Nachdem die Single „In My Young Days“ bereits Ende 2010 im Handel erhältlich war folgte das Album mit dem Bandnamen am 6. Mai 2011.

## Diskografie

### Alben

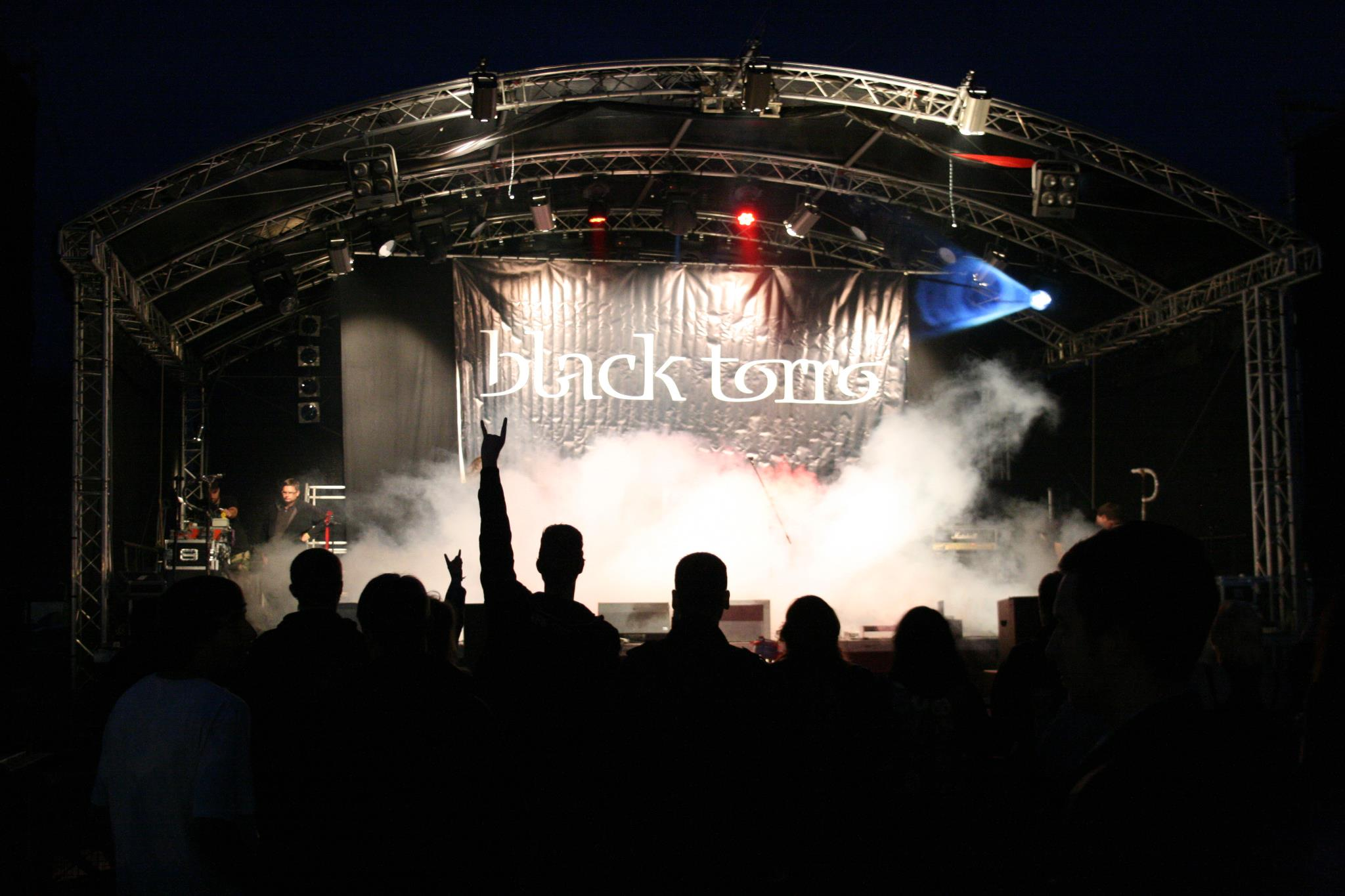
black torro Live

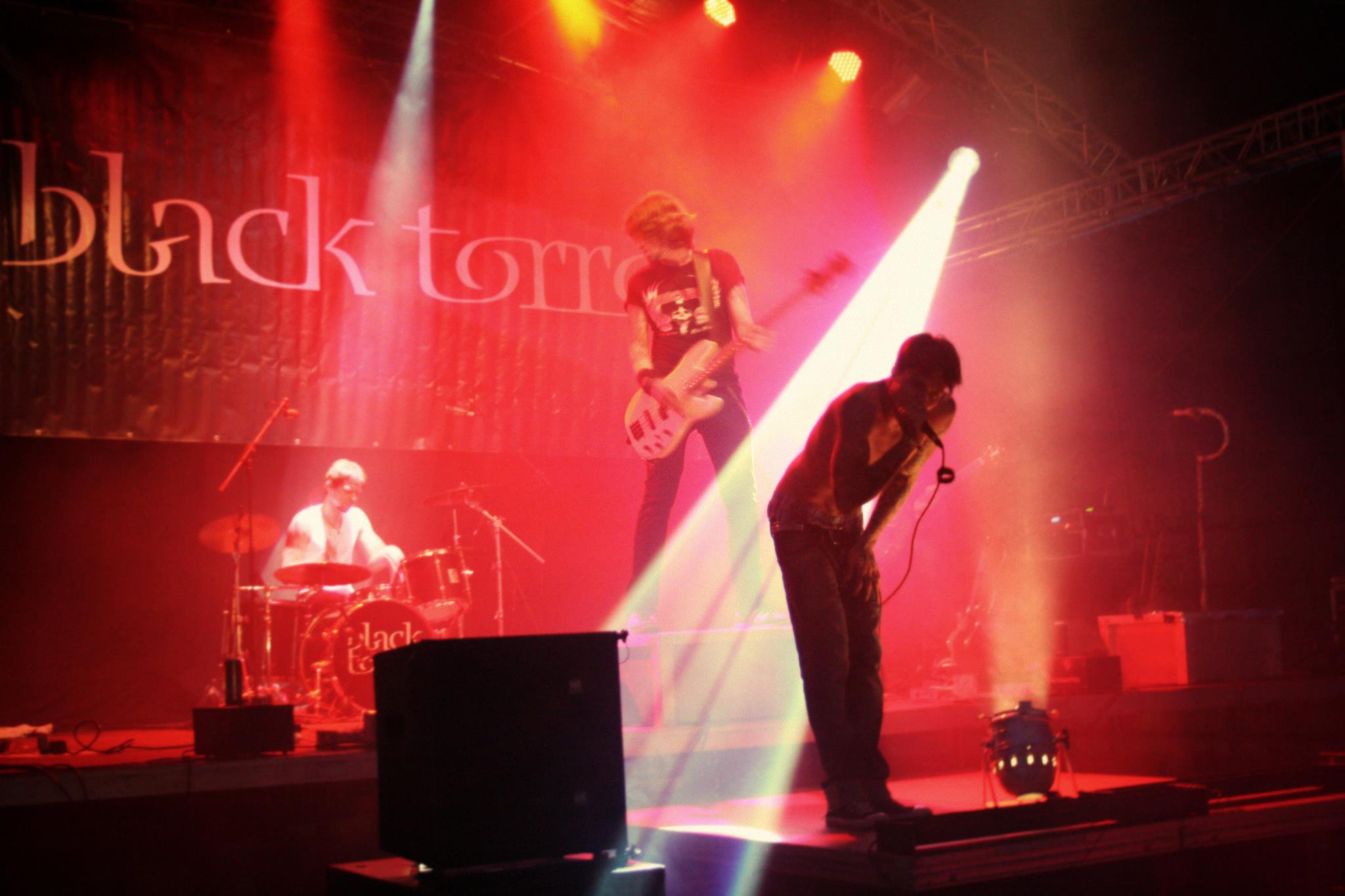
black torro Live

- Black Torro (6. Mai 2011, Label: Abandon Records)

### Singles
- In My Young Days (17. Dezember 2010, exklusiver iTunes-Release)